# Coccorchestes verticillatus
Coccorchestes verticillatus is een spinnensoort uit de familie springspinnen (Salticidae). De soort komt voor in Nieuw-Guinea.